# Ꜵ
Ꜵ (en minúscula ꜵ) es una ligadura de las letras A y O que se usaba en el nórdico antiguo para el fonema /õ/. En el sistema de transcripción fonética teuthonista, su forma minúscula se usa para el sonido /ɒ/.

## Unicode
Esta ligadura se puede representar con los siguientes caracteres Unicode:
| Carácter      | Ꜵ                       | Ꜵ                       | ꜵ                     | ꜵ                     |
| ------------- | ----------------------- | ----------------------- | --------------------- | --------------------- |
| Unicode       | LATIN CAPITAL LETTER AO | LATIN CAPITAL LETTER AO | LATIN SMALL LETTER AO | LATIN SMALL LETTER AO |
| Codificación  | decimal                 | hex                     | decimal               | hex                   |
| Unicode       | 42804                   | U+A734                  | 42805                 | U+A735                |
| UTF-8         | 234 156 180             | EA 9C B4                | 234 156 181           | EA 9C B5              |
| Ref. numérica | &#42804;                | &#xA734;                | &#42805;              | &#xA735;              |